# 黄土館の殺人
『黄土館の殺人』（こうどかんのさつじん）は、推理作家・阿津川辰海の長編推理小説。〈館四重奏〉シリーズ第3作として2024年、講談社タイガより出版される。
「2025本格ミステリ・ベスト10」8位に選出される。

## 背景
『紅蓮館の殺人』（2019年）、『蒼海館の殺人』（2021年）に続く〈館四重奏〉シリーズ第3作で、綾辻行人の『十角館の殺人』に代表される“館”ミステリに真正面から挑んだ作品である。殺人事件が起きた現場をさらに別の危機がとり巻く状況は、有栖川有栖の「学生アリスシリーズ」を受け継いでもいる。
本シリーズは、「地水火風」の四元素をモチーフにした四部作であるだけでなく、「春夏秋冬」の設定に合わせて、『紅蓮館の殺人』は火と夏、『蒼海館の殺人』は水と秋、本作は地と冬がテーマに、自然の脅威が登場人物たちを襲い、命がけの状況の中で事件の推理を行わなければならないのが特徴であるとともに、災害の中でも力強く立ち上がる人間たちの姿を描いている。
本作は、地震による土砂崩れで孤立した館から脱出するために、事件の謎解きを極限状況の中で行う作品であるが、2024年1月1日、本作の再校ゲラを進めている際に能登半島地震が起きたため、一度は出版を延期あるいは中止も考えたという。しかし、担当編集者からの「災害という題材への扱いは真摯である」との言葉を受け、本シリーズを心待ちにしている読者のことを思って刊行することになった。

## あらすじ
四囲を崖に囲まれ、四隅に4つの塔を持つ「荒土館」の主・土塔雷蔵は、絵画・彫刻・建築の世界的アーティストで、その子供たちも、長女・雪絵は絵画、次女・月代は彫刻、三女・花音は歌と、その才能を受け継ぎ各分野において非凡でない活躍をみせる。大晦日、雷蔵の私生児の小笠原恒治が復讐のため荒土館を訪れるが、大地震による土砂崩れによって館への道は閉ざされてしまう。途方に暮れ、頓挫した雷蔵殺人計画について思わず呟いたとき、土砂の向こうから正体不明の女が、自分も人を殺しに向かうところだったといい、小笠原に交換殺人を提案する。小笠原も提案に応じ、交換で自分が殺害することとなった若女将・満島蛍を狙って旅館「いおり庵」に赴く。
一方、大学生になった名探偵・葛城輝義と助手の田所信哉のもとに、『紅蓮館の殺人』で因縁の元名探偵・飛鳥井光流から「あなた方しか頼れる人がいません。力を貸してください」という手紙が届けられ、飛鳥井が土塔家の長男・黄来と結婚することになり、その結婚披露の席を設けるという理由で荒土館に招かれる。 飛鳥井に対して因縁のある葛城は「助けはしない」と言い放ちつつも、田所と友人の三谷緑郎とともに現地に向かうが、地震によって発生した土砂崩れにより、葛城は荒土館への道の向こう側の田所・三谷と分断されてしまう。そのため、田所・三谷の2人が荒土館に滞在することになり、葛城がいおり庵に泊めてもらうことになる。
葛城は、外部から荒土館に通じる地下に向かう隠しエレベーターを発見するが、ケーブルが切れているためか、使用不可能であった。そして、葛城がいおり庵に滞在することになったことにより、小笠原による若女将・満島殺害は葛城に阻止される。一方、荒土館では連続殺人が発生する。
最初の犠牲者は雷蔵で、絞殺された後、雨でぬかるんだ中庭の高さ3メートルの銅像の騎士が中空に向かって掲げる剣先に突き刺された状態で発見され、中庭には足跡がなく、上空から死体を落とさない限り犯行は不可能な状況であった。
2番目の犠牲者は花音で、館の外側にある離れが岩崩れにより潰された中、ナイフで刺されて死んでいるのが見つかるが、全員のタイムスケジュールの確認により、全員にアリバイが成立してしまう。その中でも、館の外側に出歩くのを目撃された飛鳥井が、物置に使われている南西の塔の頂上の部屋に監禁される。ところが、その塔の部屋の中で、黄来が射殺される。部屋の中にいたのは飛鳥井ただ一人で、部屋の鍵は内側からかけられており、窓は館の外側に向いており、外からの狙撃も不可能なため、飛鳥井の嫌疑はますます濃厚になる。
田所たちが、雷蔵の金庫の中から見つかった木彫りの仏像の鑑定を月代に依頼した矢先、「仮面の執事」が現れ仏像を強奪、南東の「花の塔」の行き止まりの頂上の部屋に追い詰めるが、部屋はもぬけの殻であった。その後、美術品ブローカー・沼川勝が自分の部屋の中で夾竹桃の木で作られた仏像を燃やして、その毒を吸ったために死んでいるのが見つかる。そこに残されていたのは、「善意の第三者」と称する人物からの、沼川の不正の証拠が収められている媒体が仏像の中に埋め込まれて雷蔵の金庫に収められていることや、仏像を燃やせば媒体を取り出せるとそそのかす手紙で、「善意の第三者」に操られた沼川は、罠にはめられて殺されたのであった。
さらに、仏像に残されたUSBメモリの中身をパソコンで開くと、『紅蓮館の殺人』の舞台である「落日館」の当主にして偉大な推理作家・財田雄山の未発表の遺作『荒土館の殺人』が収められていた。

## 登場人物
田所信哉（たどころ しんや）
大学生。かつては探偵を志していたが、現在は同級生で名探偵の葛城輝義の助手を務めている。
葛城輝義（かつらぎ てるよし）
大学生。名探偵。頭脳明晰で鋭い観察眼と他人の嘘を見抜く能力を持つ。
飛鳥井光流（あすかい ひかる）
元名探偵。
土塔雷蔵（どとう らいぞう）
「東洋のミケランジェロ」と謳われる、絵画・彫刻・建築の世界的アーティスト。「荒土館」の当主。
土塔黄来（どとう こうらい）
土塔家の長男。土塔美術館の館長。飛鳥井の婚約者。
土塔雪絵（どとう ゆきえ）
土塔家の長女。画家。
土塔月代（どとう つきよ）
土塔家の次女。彫刻家。
土塔花音（どとう かのん）
土塔家の三女。歌手。
小笠原恒治（おがさわら こうじ）
雷蔵の私生児。双子でもう一人は里子に出された。
沼川勝（ぬまかわ まさる）
美術品ブローカー。
五十嵐友介（いがらし ゆうすけ）
花音のマネージャー。
満島蛍（みつしま けい）
旅館「いおり庵」の若女将。
三谷緑郎（みたに ろくろう）
田所の友人。楽天家。

## 書誌情報
- 黄土館の殺人（2024年2月 講談社タイガ ISBN 978-4-06-534728-7）